# Magnolia pacifica
Espèce
Statut de conservation UICN

 EN B1ab(iii) : En danger
Magnolia pacifica est une espèce de plantes à fleurs de la famille des Magnoliacées. C'est un arbre endémique du Mexique.

## Description
C'est un arbre.

## Répartition et habitat
Cette espèce est endémique du Mexique où elle est présente dans les états de Jalisco et Nayarit.

## Liste des espèces et sous-espèces
Selon World Checklist of Selected Plant Families (WCSP) (31 décembre 2013) :
- Magnolia pacifica Vazquez (1994)
  - sous-espèce Magnolia pacifica subsp. pacifica
  - sous-espèce Magnolia pacifica subsp. tarahumara Vazquez (1994)

Selon NCBI (31 décembre 2013) :
- sous-espèce Magnolia pacifica subsp. pugana
- sous-espèce Magnolia pacifica subsp. tarahumara

Selon Tropicos (31 décembre 2013) (Attention liste brute contenant possiblement des synonymes) :
- sous-espèce Magnolia pacifica subsp. pacifica
- sous-espèce Magnolia pacifica subsp. pugana Iltis & A. Vázquez
- sous-espèce Magnolia pacifica subsp. tarahumara A. Vázquez